# السویمه
السویمه یک منطقهٔ مسکونی در اردن است که در استان بلقاء واقع شده‌است. السویمه ۵٬۰۰۰ نفر جمعیت دارد.